# پودستپنویه
پودستپنویه (به لاتین: Podstepnoye) یک منطقهٔ مسکونی در روسیه است که در سرزمین آلتای واقع شده‌است.